# Ion Haidu
Ion Haidu (n. 1 ianuarie 1942, Sfântu Gheorghe, România) este un fost fotbalist român care a jucat pe postul de atacant.

## Carieră
Ion Haidu s-a născut la 1 ianuarie 1942 în Sfântu Gheorghe. S-a apucat de fotbal în 1956 la Flamura Roșie Sfântu Gheorghe. Din 1959 până în 1962 a jucat pentru CS Târgu Mureș și Mureșul Târgu Mureș în Divizia B. În 1962 s-a transferat la Viitorul București în Divizia A. În a doua jumătate a sezonului a jucat pentru Steagul Roșu Brașov.
În 1963, Haidu s-a transferat la campioana en-titre Dinamo București. A contribuit cu șase, respectiv zece goluri la câștigarea titlurilor din 1964 și 1965. De asemenea, a câștigat cu Dinamo Cupa României din 1964 și Cupa României din 1968, iar în 1971 a câștigat al treilea său titlu național cu Dinamo.
În 1972, Haidu a părăsit Dinamo și a trecut în Divizia B la Chimia Râmnicu Vâlcea unde a făcut parte de cele mai mari succese ale clubului: câștigarea Cupei României în 1973 și promovarea în Divizia A un an mai târziu. După ce Râmnicu Vâlcea a retrogradat la finalul sezonului 1974/75, Haidu și-a încheiat cariera.
Ion Haidu a făcut parte din echipa națională de juniori care a câștigat Turneul UEFA din 1962, actualul Euro U19.
El a jucat patru meciuri la nivel internațional pentru echipa națională a României. De asemenea, a jucat patru meciuri pentru echipa olimpică a României.

## Palmares
Dinamo București
- Divizia A: 1963-1964, 1964-1965, 1970-1971[2]
- Cupa României: 1963-1964, 1967-1968[2]

Chimia Râmnicu Vâlcea
- Divizia B: 1973-1974[2]
- Cupa României: 1972-1973[2]

România U18
- Campionatul European U18: 1962[4]

## Distincții
- Ordinul Muncii clasa a III-a (30 aprilie 1962) „pentru cucerirea primului loc în Turneul European de Fotbal Juniori (U.E.F.A.)”[17]